# Luís Filipe de Abreu
Luís Filipe de Abreu (Torres Novas, 17 de Julho de 1935) é um artista plástico português.
É Professor Catedrático da Faculdade de Belas-Artes da Universidade de Lisboa e membro efectivo da Academia Nacional de Belas-Artes. Desempenhou funções de consultor artístico e técnico no domínio das artes visuais e design junto de entidades públicas, privadas e organismos do Estado.
Tem desenvolvido actividade artística em campos muito diversificados da pintura e do design. Trabalhando em continuidade junto de empresas especializadas em técnicas gráficas e segurança para a produção de notas de banco.

## Actividade profissional diversa
Pintura de cavalete (óleo, acrílica, aguarela)
Representado em colecções particulares nacionais e estrangeiras  e em numerosos edifícios públicos.
Pintura integrada em espaços arquitectónicos, (murais realizados a têmpera de ovo, de caseina, encáustica, etc)
Hotéis Ritz[carece de fontes?], Fénix, Mundial, em Lisboa; Hotéis Alvor-Praia, Delfim, no Algarve; paquete Infante D.Henrique; Edifício Telecomunicações, Funchal; Banco Fonsecas  & Burnay em Lisboa e Fundão.
Vitral
Academia Militar, Lisboa; Hospital Regional de Portalegre; Museu da Fundação Medeiros e Almeida, Lisboa; Hotel Eden, Estoril.
Cerâmica (painéis de azulejos)
Hospital Regional de Portalegre; Quinta das Flores, Cascais; Edifício das Telecomunicações, Funchal; Caixa Geral de Depósitos, Cova da Piedade; Praça 5 de Outubro, Torres Novas; Metropolitano de Lisboa, Estação Saldanha I.
Tapeçaria
Hotéis Alvor-Praia, Alvor; Madeira Palácio, Funchal; Capitol, Lisboa; Altis, Lisboa; Delfim, Alvor; Companhia de Diamantes de Angola; Banco Pinto & Sotto Mayor, Porto; Casino da Praia da Rocha (act.Lisboa); Tribunal Militar de Elvas; Dan Cake Portugal; Manufactura de Portalegre; Banco de Portugal, Edif.Almirante Reis Lisboa; CTT, sede em Lisboa;
Ilustração
Obra muito vasta distribuída principalmente pelas áreas jornalismo e editorial. (Diário Popular, Diário de Lisboa, A Ilustração, outros, Revista Colóquio, Almanaque, revistas e boletins empresariais, etc); ilustração institucional e publicitária de prestígio (Sacor, Petrogal, Tap, TV-Caron, Instit. do Café, painéis em exposições em Portugal e estrangeiro, etc); ilustração editorial (Bertrand, Sá da Costa, Estúdios Cor, Ulisseia, Convergência, Inquérito, Círculo de Leitores, Philae, etc.); várias dezenas de capas; destaque para obras de Aquilino Ribeiro, José Rodrigues Miguéis, António Sérgio, Dostoyewsky, Puskin, Eça de Queiroz, D.H.Lawrence, Gil Vicente, Fernão Mendes Pinto, Lendas de Portugal, Livros de Leitura de 1ª 2ª Classe ( com Maria Keil);
Design gráfico
Concepção de edições especiais de livros e publicações várias (Fund. Gulbenkian, Sacor, Petrogal, Grupo Cuf, etc.); criação de logotipos e símbolos gráficos (Galp, IPPAR,  (vários prémios em concursos);
Cenografia
Criação de cenários e figurinos para teatro, ópera e bailado.
Medalhística
Criação de cerca de 120 medalhas.
Desenho de selos postais
Criação de mais de cento e quarenta originais para selos postais, alguns premiados em concursos; em Outubro de 2001 a Março de 2002  a Fundação Portuguesa das Comunicações promoveu uma exposição de grande parte dessa produção; a mesma exposição esteve posteriormente patente no Funchal, Madeira.
Desenho fiduciário
Desde  1980 até finais dos anos noventa produziu o design e a ilustração integral de 12 notas emitidas pelo Banco de Portugal, além de outros projectos.